# Smârdan (Galaţi)
Smârdan é uma comuna romena localizada no distrito de Galaţi, na região de Moldávia. A comuna possui uma área de 131.57 km² e sua população era de 4498 habitantes segundo o censo de 2007.